# Mory
Mory är en kommun i departementet Pas-de-Calais i regionen Hauts-de-France i norra Frankrike. Kommunen ligger i kantonen Croisilles som tillhör arrondissementet Arras. År 2022 hade Mory 302 invånare.

## Befolkningsutveckling
Antalet invånare i kommunen Mory
| Referens: INSEE |